# Lostprophets
 Der er for få eller ingen kildehenvisninger i denne artikel, hvilket er et problem. Du kan hjælpe ved at angive troværdige kilder til de påstande, som fremføres i artiklen.

Lostprophets var et metal/rock/alternative band fra det sydlige Wales. Bandet blev dannet i 1997 af sangeren Ian Watkins, som i december 2013 blev idømt 29 års fængsel for blandt andet seksuelt misbrug af børn og fremstilling af børnepornografi.
Bandet bekendte sig ellers til livsstilen Straight Edge hvor der tages afstand fra narkotika, alkohol og cigaretter. Bandet tog endvidere afstand fra sex med andre end en fast partner. Det kom dog også frem at Ian havde massive problemer med alkohol og stoffer, og at han (dog efter aftale med sin kæreste), havde sex med mange andre end hende. De andre medlemmer i bandet tager i dag afstand fra Ian, og bruger ikke længere LostProphets navnet.
De øvrige medlemmer af bandet er bassisten (senere guitarist) Mike Lewis, trommeslageren Mike Chiplin og guitaristen Lee Gaze. Bandet hed Lozt Prophetz indtil 1999, da de skiftede navn til Lostprophets. De har bl.a. lavet det engelske soundtrack til Spider-Man-serien. De nåede at udgive fem studie albums, den sidste blev "Weapons fra den 2012.

## Bandmedlemmer
| Final line-up - Lee Gaze – lead guitar, baggrundsvokal (1997–2013) - Mike Lewis – rytmeguitar, baggrundsvokal (1998–2013); bas (1997–98) - Ian Watkins – Forsanger (1997–2012); keyboards, turntables (1997–99) - Stuart Richardson – bas, baggrundsvokal (1998–2013) - Jamie Oliver – vokal, keyboard, synth, klaver, turntables, sampling (2000–13) - Luke Johnson – trommer, percussion (2009–13) | Former members - Mike Chiplin – trommer, percussion (1997–2005) - DJ Stepzak – synth, turntables, samples (1999–2000) - Ilan Rubin – trommer, percussion (2006–08) |

Tidslinje

## Diskografi
- Thefakesoundofprogress (2000)
- Start Something (2004)
- Liberation Transmission (2006)
- The Betrayed (2010)
- Weapons (2012)

## Priser

### Kerrang!awards
| År   | Modtager/nomineret arbejde                                | Pris                         | Resultat  |
| ---- | --------------------------------------------------------- | ---------------------------- | --------- |
| 2001 | Lostprophets                                              | Best British Newcomer        | Vundet    |
| 2004 | "Last Train Home"                                         | Best Single                  | Vundet    |
| 2004 | Start Something                                           | Best Album                   | Nomineret |
| 2004 | Lostprophets                                              | Best British Band            | Nomineret |
| 2006 | Liberation Transmission                                   | Best Album                   | Vundet    |
| 2006 | Lostprophets                                              | Best British Band            | Vundet    |
| 2006 | "Rooftops (A Liberation Broadcast)"                       | Best Videoclip               | Nomineret |
| 2007 | Lostprophets                                              | Best British Band            | Vundet    |
| 2008 | Lostprophets                                              | Best British Band            | Nomineret |
| 2010 | Lostprophets                                              | Best British Band            | Nomineret |
| 2010 | It's Not the End of the World, But I Can See It from Here | Best Video                   | Nomineret |
| 2010 | Lostprophets                                              | The Classic Songwriter Award | Vundet    |
| 2012 | Lostprophets                                              | Best British Band            | Nomineret |

### NMEAwards
| År   | Modtager/nomineret arbejde | Pris           | Resultat |
| ---- | -------------------------- | -------------- | -------- |
| 2002 | Lostprophets               | Best Metal Act | Vundet   |

### Pop-Factory-Awards
| År   | Modtager/nomineret arbejde | Pris           | Resultat |
| ---- | -------------------------- | -------------- | -------- |
| 2002 | Lostprophets               | Best Live Act  | Vundet   |
| 2004 | Lostprophets               | Best Welsh Act | Vundet   |
| 2005 | Lostprophets               | Best Welsh Act | Vundet   |
| 2006 | Lostprophets               | Best Welsh Act | Vundet   |
| 2006 | Lostprophets               | Best Live Act  | Vundet   |
| 2006 | Liberation Transmission    | Best Album     | Vundet   |